# Eguzki
Eguzki Amandrea est une divinité féminine de la mythologie basque symbolisant le soleil et fille de la terre. Dans certains endroits de la montagne navarraise on le salue en l'appelant grand-mère.

## Étymologie
Eguzki signifie « soleil » en basque. Des variantes de ce mot les plus connues sont: Eki, Ekhi, Iguzki (Irun), Iuski (Burrunda), Eguzku (Roncal), Ekhi (Xiberoa, Zuberoa/Soule), Iki (Bardos), Ekheerri, Ekheri (Labourd). Mais il y a des variantes moins connues comme Yuzki, Ekheeri, Eguzku, Eguzkibegi, Jainkoaren begi, Iki...etc.
Eguberri signifie « Noël » en basque ; littéralement : « jour nouveau ». Gabonzar signifie « nuit de la Saint-Sylvestre » en basque (contraction de Gabon et Zahar).

## Origines
Dans d'autres endroits (région de Guernica au Guipuscoa), on le considère comme une personne sacrée et on lui donne les qualificatifs de bénite et de sainte.
Outre ses propriétés naturelles, le soleil a le pouvoir de chasser les esprits malins qui, de nuit, exercent leur emprise sur le monde. Les sorciers et sorcières (sorgin en basque) sont immobilisés s'ils sont surpris par le soleil avant qu'ils aient pu terminer leurs actes. Il y a des sortes de génies qui perdent leurs pouvoir et force sur les hommes quand ils sont frappés par un rayon de soleil.
Dans certains endroits, lorsque le soleil se couche, on le salue ainsi : Eguzki amandrea badoia bere amangana « La grand-mère soleil rejoint sa mère ».
- À Guernica : Eguzkisantu bedeinkatu, zoaz zeure amagana[3] « Soleil saint et béni, va vers ta mère ».
- On appelle aussi le soleil Santa Klara (sainte Claire) et lorsqu'il va disparaître à l'occident, on lui dit : Santa Klara badue bere amagana, biar etorriko da denbora ona ba da[4] « Sainte Claire va vers sa mère, elle reviendra demain s'il fait beau temps ».
- Bien qu'il soit du genre féminin, en Soule on l'invoque pour avoir une nouvelle denture, on lui parle comme s'il s'agissait d'une personne de sexe mâle : Ekia, igorri zadak ederrago bat[4] « soleil, envoie-m'en une plus belle » (dent).

## Croyances et rites solsticiaux
Étant donné le caractère sacré du soleil dans le monde conceptuel basque, il ne faut pas s'étonner que bien des croyances et des rites solaires y fassent référence.
On dit que le soleil sort en dansant le matin de la Saint-Jean ; que les bains et les rosées de ce matin là peuvent préserver de maladies toute l'année ; que les branches d'aubépine, de frêne, de fougère en fleur, de millepertuis etc. placées aux portes et aux fenêtres, ainsi que les marguerites, les massettes et le fenouil avec lesquels on tapisse le seuil de la porte d'entrée principale ce jour-là, protègent le foyer contre la foudre. Les fleurs cueillies à la Saint-Jean sont utilisées comme infusion pour guérir quelques maladies. Faire des feux devant les maisons ainsi qu'à la croisée des chemins la nuit précédant la Saint-Jean relève d'un même ensemble de coutumes.
Dans le même cadre des rites, porter aux surfaces de terres cultivables des gerbes d'herbe en feu allumées à ces feux, dans le but d'éloigner les mauvais esprits, d'éviter les fléaux et les maladies dans les récoltes. Planter dans la place publique l'arbre dit de la Saint-Jean qui ne doit pas être réclamé par son propriétaire, même s'il lui a été pris contre sa volonté. 
Autre rite très connu et se rapportant au solstice d'hiver. Ils sont toujours en vigueur au Pays Basque. On allume les feux de fin d'année, le Gabonzuzi (« torche de Noël ») ou tronc qui brûle dans le foyer la nuit de Noël pour purifier les animaux domestiques en les faisant passer au-dessus de ce tronc, la bénédiction rituelle du pain de la nuit de Noël par le père de famille, recueillir l'eau de la fontaine la nuit de Noël dès qu'on a sonné les douze coups de minuit, celle-ci étant pour la consommation domestique. 
Ces croyances, ces faits, ces objets sont sûrement des conceptions, des rites, des offrandes rattachés au culte solaire. Ils révèlent un aspect important de la mythologie basque (Eguberri, Gabonzar).

## Prénom
Eguzki est un prénom masculin basque.

## Arbre généalogique
| Princesse de Mundaka | Princesse de Mundaka | Princesse de Mundaka | Princesse de Mundaka | Princesse de Mundaka              | Princesse de Mundaka              |                                   |                                   |                                   |                                   | Sugaar (Feu, serpent) | Sugaar (Feu, serpent) | Sugaar (Feu, serpent)               | Sugaar (Feu, serpent)     | Sugaar (Feu, serpent)     | Sugaar (Feu, serpent)     |                           |                           |  |  |                      |                      | Mari (Déesse)        | Mari (Déesse)        | Mari (Déesse)        | Mari (Déesse)        | Mari (Déesse) | Mari (Déesse) |                                 |                                 |                                 |                                 |                                       |                                       |                                       |                                       | Amalur (La Terre Mère)                | Amalur (La Terre Mère)                | Amalur (La Terre Mère)       | Amalur (La Terre Mère)       | Amalur (La Terre Mère)              | Amalur (La Terre Mère)              |                                     |                                     |                                     |                                     |  |  |
| Princesse de Mundaka | Princesse de Mundaka | Princesse de Mundaka | Princesse de Mundaka | Princesse de Mundaka              | Princesse de Mundaka              |                                   |                                   |                                   |                                   | Sugaar (Feu, serpent) | Sugaar (Feu, serpent) | Sugaar (Feu, serpent)               | Sugaar (Feu, serpent)     | Sugaar (Feu, serpent)     | Sugaar (Feu, serpent)     |                           |                           |  |  |                      |                      | Mari (Déesse)        | Mari (Déesse)        | Mari (Déesse)        | Mari (Déesse)        | Mari (Déesse) | Mari (Déesse) |                                 |                                 |                                 |                                 |                                       |                                       |                                       |                                       | Amalur (La Terre Mère)                | Amalur (La Terre Mère)                | Amalur (La Terre Mère)       | Amalur (La Terre Mère)       | Amalur (La Terre Mère)              | Amalur (La Terre Mère)              |                                     |                                     |                                     |                                     |  |  |
|                      |                      |                      |                      |                                   |                                   |                                   |                                   |                                   |                                   |                       |                       |                                     |                           |                           |                           |                           |                           |  |  |                      |                      |                      |                      |                      |                      |               |               |                                 |                                 |                                 |                                 |                                       |                                       |                                       |                                       |                                       |                                       |                              |                              |                                     |                                     |                                     |                                     |                                     |                                     |  |  |
|                      |                      |                      |                      |                                   |                                   |                                   |                                   |                                   |                                   |                       |                       |                                     |                           |                           |                           |                           |                           |  |  |                      |                      |                      |                      |                      |                      |               |               |                                 |                                 |                                 |                                 |                                       |                                       |                                       |                                       |                                       |                                       |                              |                              |                                     |                                     |                                     |                                     |                                     |                                     |  |  |
|                      |                      |                      |                      | Jaun Zuria (Seigneur des Basques) | Jaun Zuria (Seigneur des Basques) | Jaun Zuria (Seigneur des Basques) | Jaun Zuria (Seigneur des Basques) | Jaun Zuria (Seigneur des Basques) | Jaun Zuria (Seigneur des Basques) |                       |                       | Mikelats (Mauvais esprit)           | Mikelats (Mauvais esprit) | Mikelats (Mauvais esprit) | Mikelats (Mauvais esprit) | Mikelats (Mauvais esprit) | Mikelats (Mauvais esprit) |  |  | Atarabi (Bon esprit) | Atarabi (Bon esprit) | Atarabi (Bon esprit) | Atarabi (Bon esprit) | Atarabi (Bon esprit) | Atarabi (Bon esprit) |               |               |                                 |                                 |                                 |                                 | Eguzki Amandre (La grand-mère soleil) | Eguzki Amandre (La grand-mère soleil) | Eguzki Amandre (La grand-mère soleil) | Eguzki Amandre (La grand-mère soleil) | Eguzki Amandre (La grand-mère soleil) | Eguzki Amandre (La grand-mère soleil) |                              |                              | Ilargi Amandre (La grand-mère lune) | Ilargi Amandre (La grand-mère lune) | Ilargi Amandre (La grand-mère lune) | Ilargi Amandre (La grand-mère lune) | Ilargi Amandre (La grand-mère lune) | Ilargi Amandre (La grand-mère lune) |  |  |
|                      |                      |                      |                      | Jaun Zuria (Seigneur des Basques) | Jaun Zuria (Seigneur des Basques) | Jaun Zuria (Seigneur des Basques) | Jaun Zuria (Seigneur des Basques) | Jaun Zuria (Seigneur des Basques) | Jaun Zuria (Seigneur des Basques) |                       |                       | Mikelats (Mauvais esprit)           | Mikelats (Mauvais esprit) | Mikelats (Mauvais esprit) | Mikelats (Mauvais esprit) | Mikelats (Mauvais esprit) | Mikelats (Mauvais esprit) |  |  | Atarabi (Bon esprit) | Atarabi (Bon esprit) | Atarabi (Bon esprit) | Atarabi (Bon esprit) | Atarabi (Bon esprit) | Atarabi (Bon esprit) |               |               |                                 |                                 |                                 |                                 | Eguzki Amandre (La grand-mère soleil) | Eguzki Amandre (La grand-mère soleil) | Eguzki Amandre (La grand-mère soleil) | Eguzki Amandre (La grand-mère soleil) | Eguzki Amandre (La grand-mère soleil) | Eguzki Amandre (La grand-mère soleil) |                              |                              | Ilargi Amandre (La grand-mère lune) | Ilargi Amandre (La grand-mère lune) | Ilargi Amandre (La grand-mère lune) | Ilargi Amandre (La grand-mère lune) | Ilargi Amandre (La grand-mère lune) | Ilargi Amandre (La grand-mère lune) |  |  |
|                      |                      |                      |                      |                                   |                                   |                                   |                                   |                                   |                                   |                       |                       |                                     |                           |                           |                           |                           |                           |  |  |                      |                      |                      |                      |                      |                      |               |               |                                 |                                 |                                 |                                 |                                       |                                       |                                       |                                       |                                       |                                       |                              |                              |                                     |                                     |                                     |                                     |                                     |                                     |  |  |
|                      |                      |                      |                      |                                   |                                   |                                   |                                   |                                   |                                   |                       |                       |                                     |                           |                           |                           |                           |                           |  |  |                      |                      |                      |                      |                      |                      |               |               |                                 |                                 |                                 |                                 |                                       |                                       |                                       |                                       |                                       |                                       |                              |                              |                                     |                                     |                                     |                                     |                                     |                                     |  |  |
|                      |                      |                      |                      |                                   |                                   |                                   |                                   |                                   |                                   |                       |                       | Amilamia (Bienfaisante)             | Amilamia (Bienfaisante)   | Amilamia (Bienfaisante)   | Amilamia (Bienfaisante)   | Amilamia (Bienfaisante)   | Amilamia (Bienfaisante)   |  |  | Urtzi (Dieu du ciel) | Urtzi (Dieu du ciel) | Urtzi (Dieu du ciel) | Urtzi (Dieu du ciel) | Urtzi (Dieu du ciel) | Urtzi (Dieu du ciel) |               |               | Basajaun (Seigneur de la forêt) | Basajaun (Seigneur de la forêt) | Basajaun (Seigneur de la forêt) | Basajaun (Seigneur de la forêt) | Basajaun (Seigneur de la forêt)       | Basajaun (Seigneur de la forêt)       |                                       |                                       | Basandere (Dame de la forêt)          | Basandere (Dame de la forêt)          | Basandere (Dame de la forêt) | Basandere (Dame de la forêt) | Basandere (Dame de la forêt)        | Basandere (Dame de la forêt)        |                                     |                                     |                                     |                                     |  |  |
|                      |                      |                      |                      |                                   |                                   |                                   |                                   |                                   |                                   |                       |                       | Amilamia (Bienfaisante)             | Amilamia (Bienfaisante)   | Amilamia (Bienfaisante)   | Amilamia (Bienfaisante)   | Amilamia (Bienfaisante)   | Amilamia (Bienfaisante)   |  |  | Urtzi (Dieu du ciel) | Urtzi (Dieu du ciel) | Urtzi (Dieu du ciel) | Urtzi (Dieu du ciel) | Urtzi (Dieu du ciel) | Urtzi (Dieu du ciel) |               |               | Basajaun (Seigneur de la forêt) | Basajaun (Seigneur de la forêt) | Basajaun (Seigneur de la forêt) | Basajaun (Seigneur de la forêt) | Basajaun (Seigneur de la forêt)       | Basajaun (Seigneur de la forêt)       |                                       |                                       | Basandere (Dame de la forêt)          | Basandere (Dame de la forêt)          | Basandere (Dame de la forêt) | Basandere (Dame de la forêt) | Basandere (Dame de la forêt)        | Basandere (Dame de la forêt)        |                                     |                                     |                                     |                                     |  |  |
|                      |                      |                      |                      |                                   |                                   |                                   |                                   |                                   |                                   |                       |                       |                                     |                           |                           |                           |                           |                           |  |  |                      |                      |                      |                      |                      |                      |               |               |                                 |                                 |                                 |                                 |                                       |                                       |                                       |                                       |                                       |                                       |                              |                              |                                     |                                     |                                     |                                     |                                     |                                     |  |  |
|                      |                      |                      |                      |                                   |                                   |                                   |                                   |                                   |                                   |                       |                       | Laminak (Petits êtres fantastiques) |                           |                           |                           |                           |                           |  |  |                      |                      |                      |                      |                      |                      |               |               |                                 |                                 |                                 |                                 |                                       |                                       |                                       |                                       |                                       |                                       |                              |                              |                                     |                                     |                                     |                                     |                                     |                                     |  |  |

## Sources et bibliographie
- José Miguel Barandiaran et traduit et annoté par Michel Duvert, Dictionnaire illustré de mythologie basque [« Diccionario Ilustrado de Mitología Vasca y algunas de sus fuentes »], Donostia, Baiona, Elkarlanean, 1993, 372 p. [détail des éditions] (ISBN 2903421358 et 9782903421359, OCLC 416178549)